# Moldov
Moldov (n. 16 octombrie 1907, Dorohoi, Dorohoi, România – d. 20 decembrie 1966, Baltimore, America Britanică⁠(d), Regatul Marii Britanii) este pseudonimul scriitorului român avangardist Marcu Taingiu. Alte pseudonime folosite sunt: M.T. Moldovanu, Mac Tobacco sau Sempronius.

## Date biografice
Marcu Taingiu s-a născut la Dorohoi, într-o familie de evrei, tatăl său, Harșcu Taingiu, era comerciant, iar mama sa, Freida Taingiu, era casnică.
A absolvit Școala Primară de Băieți nr. 1 „Gh. Asachi” din Dorohoi în 1919 și Gimnaziul „Grigore Ghica Voievod” din Dorohoi în 1923.
Între anii 1922-1923 a făcut parte din gruparea teatrală de avangardă „Insula”, condusă de Armand Pascal și B. Fundoianu. În 1924, după absolvirea Gimnaziului, s-a angajat contabil la firma „Zimmer” din Dorohoi.
S-a căsătorit în 1935 cu Malvina Herșcovici și s-au mutat împreună la Iași.

## Activitate literară
Împreună cu Sașa Pană, a fondat, în aprilie 1928, revista Unu, în care au mai publicat: Urmuz, Geo Bogza, Victor Brauner, Ilarie Voronca, B. Fundoianu, Stephan Roll, Claude Sernet, Ion Călugăru, Miron Radu Paraschivescu, Constantin Nisipeanu, Madda Holda, Aurel Baranga și alții.
Pe 1 septembrie 1935 a apărut numărul 51 al revistei Unu, „afară din comerț”, număr matrimonial „cu ocazia nunții lui M. Taingiu - Moldov cu Malvina Herșcovici”. La aceeași dată, Sașa Pană a tipărit placheta Repertoriu, în care a adunat schițele paralogice publicate de Moldov în Unu, cu portretul acestuia în peniță realizat de Victor Brauner. La acest volum, se adaugă cele două capitole din romanul Alfabet din 1930, scrise împreună cu Sașa Pană și publicate în Unu, nr. 28/august 1930 și 30/octombrie 1930. Pe lângă acestea, Moldov a întreținut o corespondență bogată cu Geo Bogza, constând în 22 de scrisori din perioada 1928-1932.
În 1935 Moldov este tradus în limba germană de către Leopold Kosch (socrul lui Victor Brauner la acea vreme) în revista Der Sturm nr. 8/august-septembrie.

## Opere
- Repertoriu (1935)
- Alfabet (1930)

## Receptare critică
George Călinescu nu aprobă scrierile publicate în revista Unu și nu îl apreciază pe Moldov, considerându-l un slab imitator al lui Urmuz. Aceeași părere o împărtășesc și Pompiliu Constantinescu, pentru care textele lui Moldov sunt „un joc naiv”, precum și Mircea Scarlat, care consideră că acest gen de literatură nu poate aduce o contribuție semnificativă.
Primul critic literar care îl analizează detaliat pe Moldov și contribuția acestuia la revista Unu a fost Ovid. S. Crohmălniceanu. El i-a analizat personajele detașat de epigonismul urmuzian, afirmând la un moment dat că însuși Urmuz ar fi urmat să fie unul din aceste personaje.
Criticii avangardei litertare române, precum Crohmălniceanu, Ion Pop, Marin Mincu sau Ovidiu Morar, evidențiază aspectele care îl diferențiază pe Moldov de Urmuz. Astfel, în opinia lui Marin Mincu, textele lui Moldov, deși nu schimbă imaginea de ansamblu a avangardei istorice, oferă informații concludente în această privință și aduc o contribuție demnă de luat în seamă, plină de „inventivitate parodică”.

## Omagiu
Asociația Filateliștilor din Județul Botoșani a emis în data de 16 octombrie 2012, cu ocazia împlinirii a 105 ani de la naștere, un timbru poștal cu portretul lui Moldov în seria „Galeria celebrităților botoșănene (XIX)”.